# Forcipata demissa
Forcipata demissa är en insektsart som beskrevs av Logvinenko 1981. Forcipata demissa ingår i släktet Forcipata och familjen dvärgstritar. Inga underarter finns listade i Catalogue of Life.